# Adam (film, 2019)
Adam är en dramafilm samproducerad av Marocko, Frankrike, Belgien och Qatar. Den hade världspremiär den 22 maj 2019 på filmfestivalen i Cannes. Den fick sin svenska premiär den 2 oktober 2020. Manus och regi till filmen står Maryam Touzani för.

## Handling
Den ensamstående mamman Ablah bor i Casablanca med sin 8-åriga dotter Warda. Sedan hennes man gick bort driver hon ett bageri för att försörja sig, men den hårda verkligheten har gjort henne kall. Allt ändras när den höggravida Samyah knackar på dörren och behöver hennes hjälp, samtidigt som Samyah erbjuder sig att hjälpa Ablah i hushållet.

## I främsta roller
- Lubna Azabal – Ablah
- Nisrin Erradi – Samyah
- Douae Belkhaouda – Warda